# Glover Trophy 1949

Het Goodwood Circuit in Chichester

De Richmond Trophy 1949 of de Glover Trophy 1949 was een autorace die werd gehouden op 18 april 1949 op het Goodwood Circuit in Chichester.

## Uitslag
| Positie | Rijder            | Team     | Ronden | Tijd/Opgave |
| ------- | ----------------- | -------- | ------ | ----------- |
| 1       | Reg Parnell       | Maserati | 10     | 17:22.4     |
| 2       | Peter Whitehead   | ERA      | 10     | + 3.8       |
| 3       | Cuth Harrison     | ERA      | 10     | + 6.8       |
| 4       | Fred Ashmore      | Maserati | 10     | + 18.4      |
| 5       | Leslie Johnson    | ERA      | 10     | + 25.8      |
| 6       | George Abecassis  | Alta     | 10     | + 1:13.0    |
| 7       | Bob Ansell        | Maserati | 9      | + 1 ronde   |
| 8       | Richard Habershon | Delage   | 8      | + 2 Rondes  |
| NF      | Duncan Hamilton   | Maserati | 3      |             |
| NF      | Geoffrey Ansell   | ERA      | 3      |             |
| NF      | David Murray      | Maserati | 2      |             |
| NF      | Bob Gerard        | ERA      | 1      |             |
| NF      | Tony Rolt         | Aitken   | 1      |             |
| NF      | Guy Gale          | Darracq  | 0      |             |